# 王惟中
王惟中（1511年—？），字道原，福建泉州府晉江縣人，民籍，明朝政治人物。

## 生平
嘉靖十九年（1240年）庚子科福建鄉試第三十五名。嘉靖二十年（1541年）辛丑科進士。三十四年二月由尚寶司卿升南京太僕寺少卿。

## 家族
曾祖王瑞昌；祖父王寰；父王紀，封吏部員外郎。母李氏（封宜人）。具慶下。兄王恒中、王慎中（布政使司右參政）；弟王性中、王愷中。有子王同休。